# Sedum diffusum
Sedum diffusum är en fetbladsväxtart som beskrevs av S. Wats.. Sedum diffusum ingår i Fetknoppssläktet som ingår i familjen fetbladsväxter. Inga underarter finns listade i Catalogue of Life.